# 藤川優里
藤川優里（1980年3月8日—）是日本一位女性政治家，現任青森縣八戶市市議會議員。藤川是一位無派別的自由民主黨黨員，但加入了屬於保守派系的「自由民主會」。
藤川是日本政壇內少有的美女，有「美女議員」、「美過頭的議員」的稱號。2009年，更擊敗全球美女政客，在西班牙報章「20 Minutos」的網路投票中被選為「全球最美麗的女性政治人物」。

## 簡介
藤川優里出生於一個政治家的家庭，父親藤川友信是自由民主黨津島派政治人物，曾任八戶市議會副議長和津島派領袖津島雄二的秘書。但在大學畢業前，藤川都沒有參與過政治活動。2003年，藤川自東京返回八戶，負責在宣傳車為父親的選戰宣傳，首次參與政治工作。其後加入八戶市一家老人護理院工作。
2007年4月8日，父親第二次競逐縣議員失敗，藤川當下宣佈出選市議員，受到雙親強烈反對。兩天後，藤川在苦苦懇求下，獲父親支持出選，並開始籌備選舉工作。4月22日，藤川在47人競逐36個席位的選舉中以6962票高票當選，遠遠拋離第二位當選者的3665票，並成為八戶市議員選舉中得票最高的紀錄。此外，藤川以27歲之齡當選，也成為八戶市最年輕的市議員。
藤川上任後成為民生常任委員會和環境及先進都市推進特別委員會委員，一直關心當地的發展和護理服務。其後由於青森朝日放送播出她出鏡的影片，因而被日本網民發現而備受追捧，更是許多男生的性幻想對象。而影片播出當天更因為太多人瀏覽（23萬人次）藤川的網誌而導致網誌伺服器當機了。2008年11月19日，藤川與出版商合作推出推廣八戶旅遊的DVD「love navi八戶」和寫真集「moe navi八戶」，是首位市議員推出同類產品。產品推出後大受歡迎，其中DVD更登上Oricon每周排行榜的第一位。

## 簡歴
- 1995年4月：就讀青森縣立八戶東高等學校人文科（現稱「表現科」）。
- 1998年4月：就讀帝京大學文學院心理學系。
- 2002年4月：大學畢業，在東京以兼職為生（俗稱飛特族）。
- 2003年6月：返回八戶市。
- 2004年2月：加入老人護理院「雲雀之里」。
- 2006年：透過遙距課程合在東京都實習，取得病歷資料管理資格。
- 2007年4月：從護老院辭職出選八戶市議會議員，以最高得票當選。
- 2007年7月：在第21屆日本參議院議員通常選舉支持自民黨，曾與眾議員片山五月一起為競逐連任的青森縣參議員山崎力作聲援演說，惜山崎最終落敗。
- 2008年11月19日：推出DVD「love navi八戶」和寫真集「moe navi八戶」以推廣八戶市旅遊業，是首個市議會議員推出個人DVD和寫真集。曾登上Oricon每周流行榜的第一位。
- 2009年5月：在西班牙報章「20 Minutos」的網路投票中被選為「全球最美麗的女性政治人物」。
- 2010年1月24日：出席自由民主黨黨代表大會，並作為其中一位女性代表朗讀呼籲詞。

## 外部連結
- （日語）藤川優里官方網站 （页面存档备份，存于）
- （日語）藤川優里網誌